# Граф Сандерленд

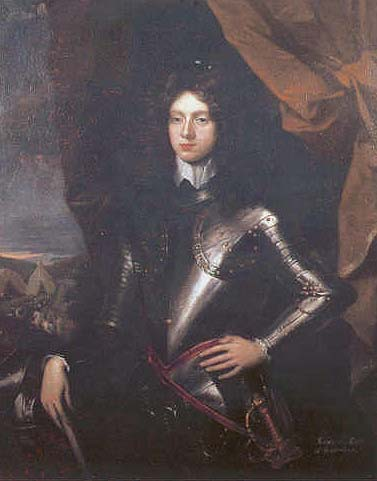
Генри Спенсер, 1-й граф Сандерленд

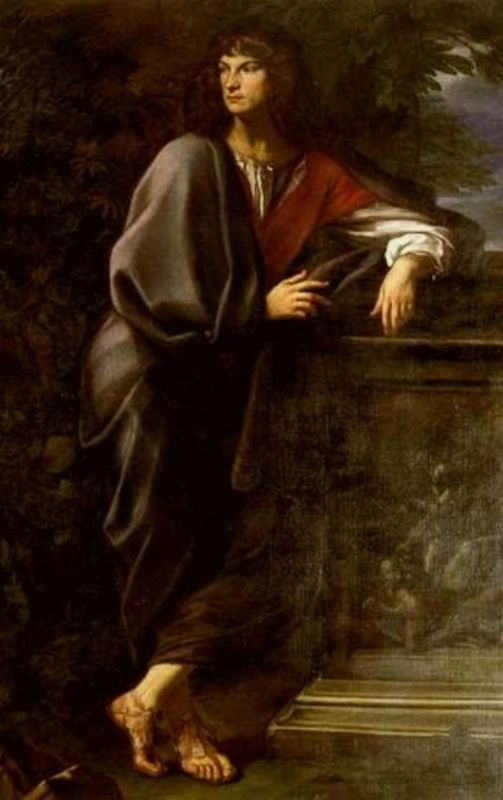
Роберт Спенсер, 2-й граф Сандерленд

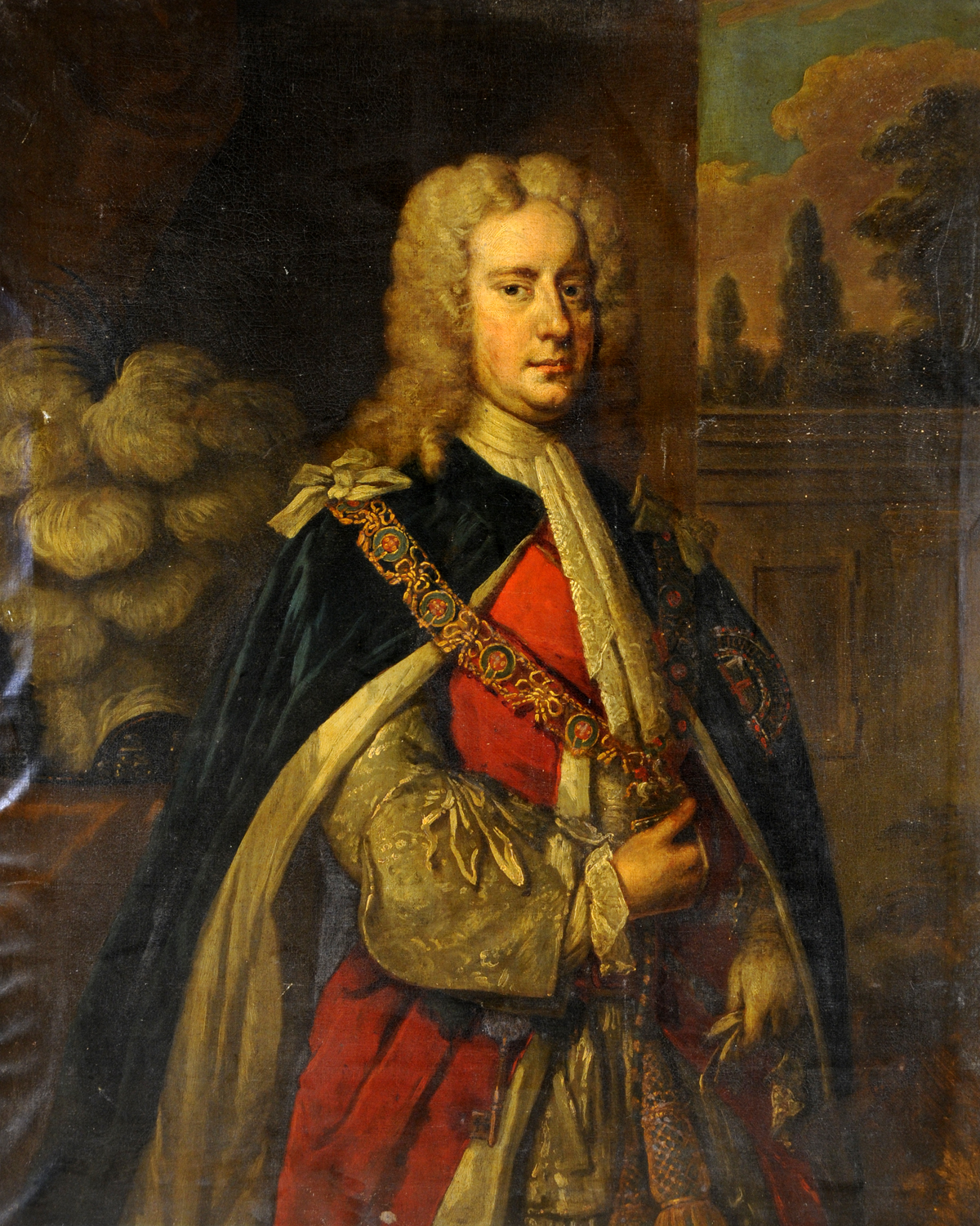
Чарльз Спенсер, 3-й граф Сандерленд

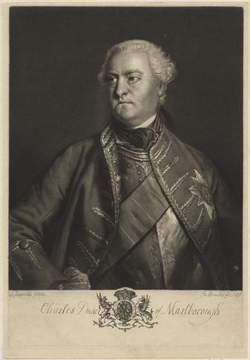
Чарльз Спенсер, 3-й герцог Мальборо, 5-й граф Сандерленд

Граф Сандерленд (англ. Earl of Sunderland) — аристократический титул в системе пэрства Англии, созданный дважды в британской истории. В 1627 году впервые титул был создан для Эмануэля Скрупа, 12-го барона Скрупа из Болтона (1584—1630). После смерти последнего титулы графа Сандерленда и барона Скрупа из Болтона пресеклись.
В 1643 году титул графа Сандерленда был воссоздан для роялиста Генри Спенсера, 3-го барона Спенсера из Уормлитона (1620—1643). Род Спенсеров происходит от сэра Джона Спенсера (ум. 1522), который приобрёл имения Уормлитон в графстве Уорикшир и Элторп в графстве Нортгемптоншир. Его внук сэр Джон Спенсер (ум. 1586), высший шериф графства Нортгемптоншир. Внук последнего сэр Роберт Спенсер (1570—1627) представлял Бракли в Палате общин Англии (1597—1598). В 1603 году сэр Роберт получил звание пэра Англии, став бароном Спенсером из Уормлитона. Ему наследовал его старший из выживших сыновей, Уильям Спенсер, 2-й барон Спенсер (1591—1636). В 1620—1626 годах он заседал в Палате общин от Нортгемптоншира. Ему наследовал его старший сын, Генри Спенсер, 3-й барон Спенсер (1620—1643), который в июле 1643 года получил титул графа Сандерленда, став пэром Англии. Лорд Сандерленд погиб в сражении при Ньюбери в сентябре того же года. Ему наследовал его двухлетний сын Роберт Спенсер, 2-й граф Сандерленд (1641—1702). Он был крупным государственным деятелем Англии, занимал посты государственного секретаря Южного Департамента (1679—1680, 1680—1681, 1683—1684, 1684—1688), лорда-председателя Совета (1685—1688) и лорда-камергера (1695—1699).
Его старший из выживших сыновей, Чарльз Спенсер, 3-й граф Сандерленд (1675—1722), также был известен как государственный деятель. Он занимал посты лорда-лейтенанта Ирландии (1714—1717), лорда-хранителя Малой печати (1715—1716), государственного секретаря Южного департамента (1706—1710) и Северного департамента (1717—1718), лорда-председателя Совета (1717—1719) и первого лорда казначейства (1718—1721). Его политическая карьера была разрушена крахом Компании Южных морей в 1720 году. Лорд Сандерленд был женат вторым браком на леди Энн Черчилль, второй дочери крупного английского военачальника Джона Черчилля, 1-го герцога Мальборо, и Сары Дженнингс. В 1716 году был принят специальный парламентский акт, который разрешал дочерям Джона Черчилля после смерти отца наследовать герцогский титул. В 1722 году титул графа Сандерленда унаследовал Роберт Спенсер, 4-й граф Сандерленд (1701—1729), старший из выживших сыновей от второго брака. Он скончался неженатым в 1729 году в возрасте 27 лет, ему наследовал его младший брат, Чарльз Спенсер, 5-й граф Сандерленд (1706—1758). В 1733 году после смерти своей тётки по материнской линии Генриетты Годольфин, 2-й герцогини Мальборо (1681—1733), Чарльз Спенсер стал 3-м герцогом Мальборо. Титулы графа Сандерленда и барона Спенсера из Уормлитона стали вспомогательными титулами герцогов Мальборо. Внук герцога Мальборо в качестве титула учтивости использует граф Сандерленд.
Достопочтенный Джон Спенсер (1708—1746), четвёртый сын 3-го графа Сандерленда от второй жены, унаследовал семейные поместья в Нортгемптоншире в 1733 году после того, как его старший брат унаследовал титул герцога Мальборо. Его сын Джон Спенсер (1734—1783) в 1765 году получил титул графа Спенсера. Достопочтенный Роберт Спенсер (1629—1694), второй сын второго барона Спенсера, в 1685 году получил титул виконта Тевиота.

## Графы Сандерленд; первая креация (1627)
- 1627—1630: Эмануэль Скруп, 1-й граф Сандерленд (1 августа 1584 — 30 мая 1630), также 11-й барон Скруп из Болтона (1609—1630), единственный сын и преемник Томаса Скрупа, 10-го барона Скрупа из Болтона (1567—1609) и Филадельфии Кэри, сестры Роберта Кэри, 1-го графа Монмута.

## Бароны Спенсер из Уормлитона (1603)
- 1603—1627: Роберт Спенсер, 1-й барон Спенсер из Уормлитона (1570 — 25 октября 1627), единственный сын сэра Джона Спенсера (ок. 1549—1600) и Мэри Катлин
  - Достопочтенный Джон Спенсер (6 декабря 1590 — 16 августа 1610), старший сын предыдущего
- 1627—1636: Уильям Спенсер, 2-й барон Спенсер из Уормлитона (декабрь 1591 — 19 декабря 1636), второй сын 1-го барона Спенсера и Маргарет Уиллоуби (1564—1597)
- 1636—1643: Генри Спенсер, 3-й барон Спенсер из Уормлитона (23 ноября 1620 — 20 сентября 1643), старший сын предыдущего и леди Пенелопы Ризли, с 1643 года — граф Сандерленд

## Графы Сандерленд, вторая креация (1643)
- 1643—1643: Генри Спенсер, 1-й граф Сандерленд (23 ноября 1620 — 20 сентября 1643), старший сын 2-го барона Спенсера и леди Пенелопы Ризли (1598—1667)
- 1643—1702: Роберт Спенсер, 2-й граф Сандерленд (5 сентября 1641 — 28 сентября 1702), единственный сын предыдущего и леди Дороти Сидни (1617—1683/1684)
  - Роберт Спенсер, лорд Спенсер (2 мая 1666 — 5 сентября 1688), старший сын предыдущего
- 1702—1722: Чарльз Спенсер, 3-й граф Сандерленд (23 апреля 1675 — 19 апреля 1722), второй сын 2-го графа Сандерленда
  - Достопочтенный Роберт Спенсер (2 декабря 1700 — 12 сентября 1701), старший сын предыдущего
- 1722—1729: Роберт Спенсер, 4-й граф Сандерленд (24 октября 1701 — 15 сентября 1729), второй сын 3-го графа Спенсера и леди Энн Черчилль
- 1729—1758: Чарльз Спенсер, 5-й граф Сандерленд (22 ноября 1706 — 20 октября 1758), третий сын 3-го графа Сандерленда и леди Энн Черчилль, герцог Мальборо с 1733 года.

В дальнейшем титул графа Сандерленда носили герцоги Мальборо.